# Ron Miles
Ron Miles, (Indianapolis, 1963. május 9. – Denver, 2022. március 8.) amerikai dzsessztombitás, kornettes.

## Pályafutása
Ron Miles Denverben nőtt fel. és Dizzy Gillespie és Maynard Ferguson zenéjének hatására kezdett trombitálni.
A denveri East High Schoolban töltött ideje alatt egy dzsesszcombo-ban játszott. 1981 és 1985 között a University of Colorado-n tanult, majd 1986-ban a Manhattan School of Music-on diplomázott. Ezután a Denveri Metropolitan State College zenei adjunktusa lett.
1986-ban két albumot vett fel (Distance for Safety és Witness). 1992-ben egy olaszországi turnén játszó színházi zenekarban szerepelt, majd a Mercer Ellington által vezényelt Ellington Orchestra-ban játszott. Az 1990-es évek közepétől Ginger Bakerrel, 1996-ban Paul Warburtonnal és Bill Frisellel dolgozott a „Quartet” című albumán (1996). 1999-ben a „The Sweetest Punch”-on dolgozott Frisellel. 2001-ben felvették Frisellel a „Heaven” duóalbumot. Aztán a Laughing Barrel 2002-ben volt kvartettben Brandon Ross gitárossal, Anthony Cox basszusgitárossal és Rudy Royston dobossal.
A Bill Frisellel és Brian Blade-del közös trióban eltöltött évek után Ron Miles kibővítette zenekarát Jason Morannal és Thomas Morgannel.
Miles lemezeket rögzített Fred Hess tenorszaxofonossal, Joe Henry énekessel és Wayne Horvitzcal. 2016-ban részt vett Matt Wilson Honey and Salt: Music inspired by the Poetry of Carl Sandburg című verses dzsessz  produkciójában. Zenéje hallható volt Bruce Cockburn „Crowing Ignites” (2019) és Ben Goldberg „Good Day for Cloud Fishing” (2019) című filmjében is. A dzsesszzenében mintegy 100 felvételen vett részt 1980 és 2021 között.
Ron Miles 2022. március 8-án hunyt el denveri otthonában a polycythemia vera következtében.

## Albumok
- Distance for Safety (1987)
- Witness (1989)
- My Cruel Heart (1996)
- Women's Day (1997)
- Ron Miles Trio (2000)
- [[Heaven (2002)
- Laughing Barrel (2003)
- Stone / Blossom (2006) [2 CD]
- Quiver (2012)
- Circuit Rider (2014)
- I Am a Man (2017)
- Rainbow Sign (2020)
- Old Main Chapel (2024)